# Monestrol
Monestrol (okzitanisch: Monestròl) ist eine französische Gemeinde mit 53 Einwohnern (Stand: 1. Januar 2022) im Département Haute-Garonne in der Region Okzitanien (vor 2016 Midi-Pyrénées). Sie gehört zum Arrondissement Toulouse und zum Kanton Escalquens. Die Bewohner werden Monestrolois genannt.

## Geographie
Monestrol liegt am Flüsschen Thésauque, etwa 35 Kilometer südlich von Toulouse in der Landschaft Lauragais. Umgeben wird Monestrol von den Nachbargemeinden Montgeard im Westen und Norden, Lagarde im Osten, Caignac im Südosten sowie Gibel im Süden.

## Bevölkerungsentwicklung
| Jahr                       | 1962 | 1968 | 1975 | 1982 | 1990 | 1999 | 2006 | 2013 | 2020 |
| Einwohner                  | 83   | 76   | 72   | 80   | 60   | 55   | 56   | 64   | 51   |
| Quellen: Cassini und INSEE |      |      |      |      |      |      |      |      |      |

## Sehenswürdigkeiten

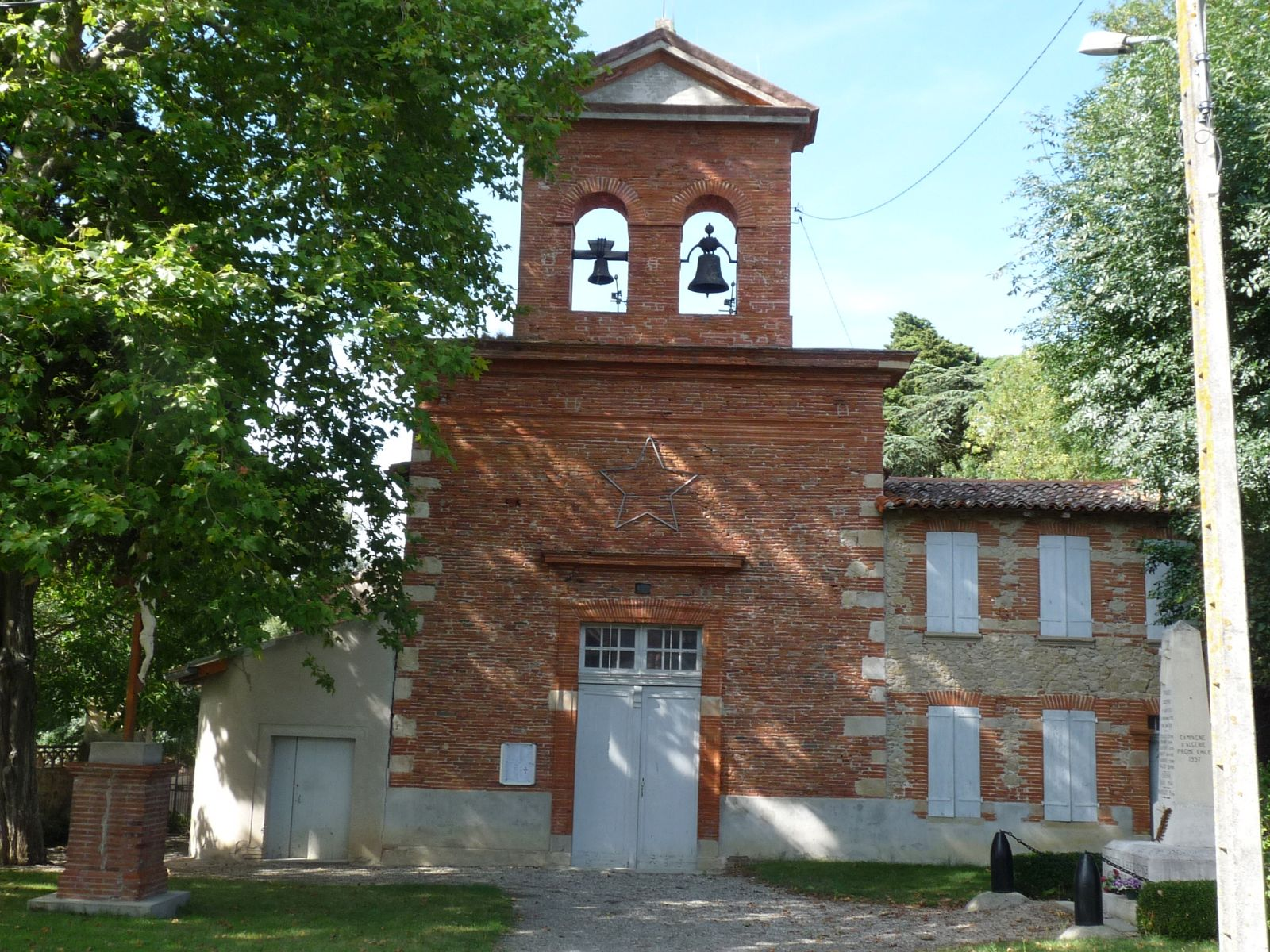
Kirche Saint-Pierre
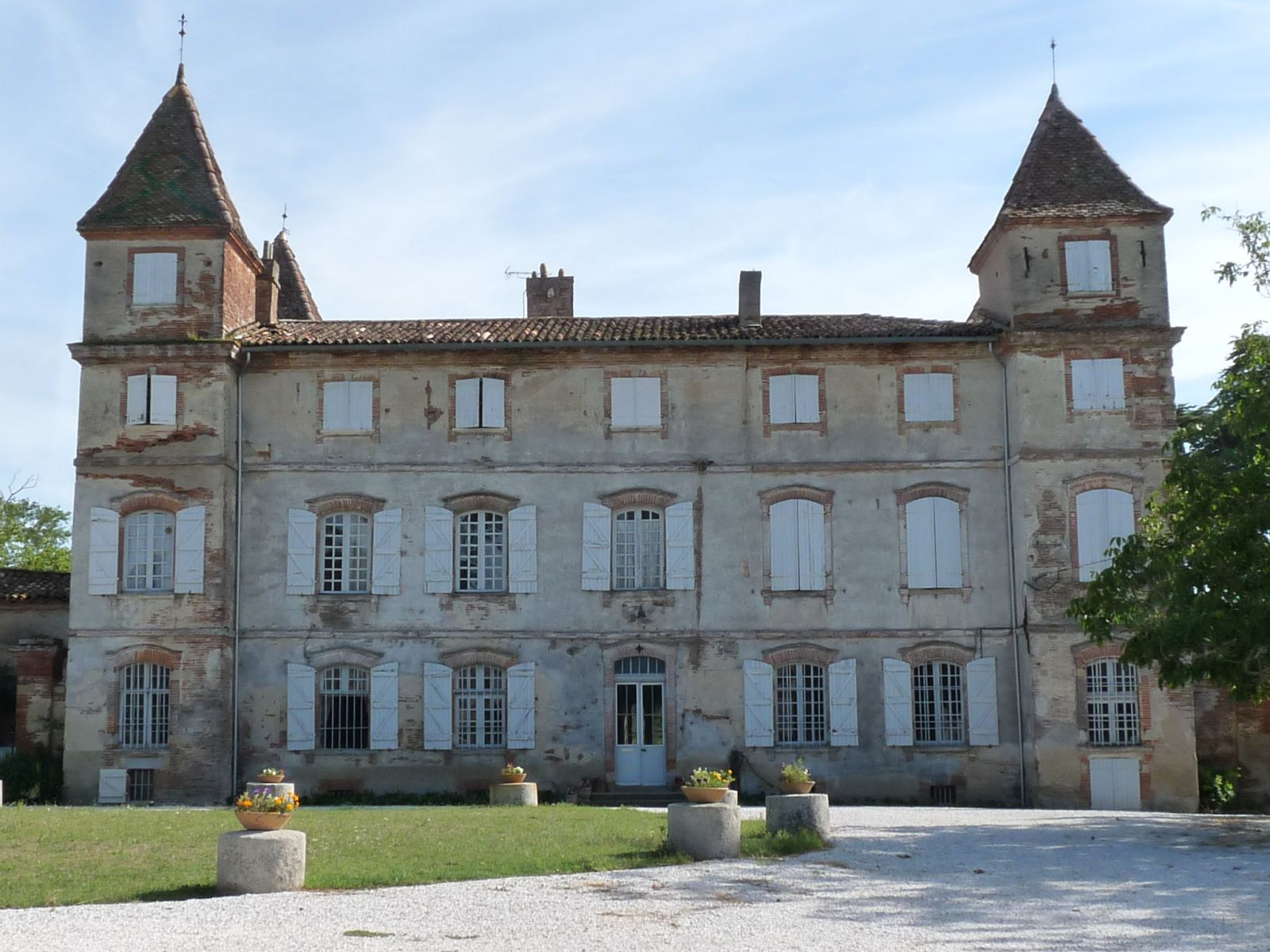
Schloss Monestrol
- Schloss Lasserre

- Kirche Saint-Pierre
- Schloss Monestrol